# National-Demokratische Partei Deutschlands
 Ikke at forveksle med Nationaldemokratische Partei Deutschlands.
National-Demokratische Partei Deutschlands (NDPD) var et blokparti i DDR. Partiet blev grundlagt i 1948 i den sovjetiske besættelseszone støttet af Sozialistische Einheitspartei Deutschlands (SED). Formålet med partiet var at fungere som organisation for tidligere medlemmer af nazipartiet, officerer i Værnemagten, middelklassen og andre "politisk uafklarede personer".
Efter DDR's sammenbrud blev partiet fusioneret med det vesttyske FDP.

## Stiftelse
Sovjetunionen havde ved Potsdamkonferencen forpligtet sig til at rekonstruere det politiske system i Tyskland på demokratisk grundlag. For at imødekomme denne forpligtelse tillod den sovjetiske militæradministration i Tyskland i sommeren 1945 fire tyske politiske partier: kommunistpartiet (KPD) og socialdemokraterne (SPD) samt de nystiftede kristendemokrater (CDU) og Liberaldemokraterne (LDP). SPD blev i april 1946 tvangsfusioneret med KPD til SED. Ved valget i 1946 fik CDU og LDP mange stemmer, og SED ønskede derfor, at der blev etableret flere blokpartier for at etablere en kunstig konkurrence.
Stalin havde i marts 1948 udtalt, at det var "på tide at ophæve skillelinjen mellem tidligere nazister og ikke-nazister". Den 26. februar 1948 udstedte den sovjetiske militæradministration derfor bekendtgørelse nr. 35, der afsluttede afnazifieringen, hvorved "ikke-belastede" tidligere medlemmer af NSDAP fik mulighed for "ærligt at samarbejde om sikringen af Tysklands enhed og demokratiske udvikling." Den 22. marts 1948 udkom første gang den nye avis National-Zeitung, hvis målgruppe var tidligere nazister og personer med nationalt sindelag. Avisen blev siden officielt presseorgan for NDPD.
I april 1948 lod den sovjetiske militæradministration oprette et bondeparti (Demokratische Bauernpartei Deutschlands (DBD)), der skulle opsamle stemmer fra bønderne, der ikke alle var tilhængere af tvangskollektiviseringen af landbrugene, og den 25. maj 1948 blev National-Demokratische Partei Deutschlands stiftet.
Blandt stifterne af NDPD var SED-medlemmet Lothar Bolz, der var mangeårigt medlem af KPD og som under krigen havde opholdt sig i Moskva, hvor han havde været ansvarlig af afnazifierings-programmer for tyske krigsfanger. Bolz blev også partiets første formand. Partiets formål var at opsamle tidligere NSDAP-medlemmer og Værnemagts-officerer. Ledelsen af SED forklarede på SED's partidag i maj 1948, at disse "politisk uafklarede mennesker" ikke ved næste valg skulle fungere som "stemmekvæg" for de borgerlige partier CDU og LDP.
Partiets blev formelt godkendt af den sovjetiske militæradministration den 16. august og indtrådte i september 1948 i Demokratischer Block.

## Politiske vilkår og arbejde i DDR
I sit partiprogram krævede NDPD bl.a. forbedringer af middelklassens forhold, inkludering af tidligere embedsmænd, ophør af diskrimination af tidligere NSDAP-medlemmer og officerer, en fuldstændig jordbrugsreform samt ekspropriation af alle industrivirksomheder og koncerner. NDPD var som SED organiseret efter princippet om "Demokratisk Centralisme". Det øverste partiorgan var partidagen, der blev afholdt hver femte år. Partidagen valgte det Øverste råd (Hauptausschuss). Den daglige arbejde blev varetaget af et sekretariat.
Som en del af den Nationale Front, der var kontrolleret af SED, var NDPD en del af den enhedsliste, der efter dannelsen af fronten blev præsenteret for de østtyske vælgere ved valg i DDR. Vælgerne kunne ikke stemme på de enkelte partier på enhedslisten, men kunne godkende eller forkaste listen. NDPD blev som led i deltagelsen af den Nationale Front tildelt 52 delegerede i DDR's Folkekammer og stillede med en suppleant til formanden for DDR's ministerråd og en suppleant til formanden for Statsrådet.
Som de øvrige blokpartier stemte NDPD aldrig imod regeringen eller SED på noget tidspunkt. Selv under omvæltningerne i efteråret 1989 var NDPD tilbageholdende med at kritisere DDR's regering og samfundsindretning.
Efter egne oplysninger havde NDPD følgende antal medlemmer:
- 1949: 17.000
- 1953: 232.605
- 1975: 80.000
- Slutningen af 1980'erne: ca. 110.000[7]

## Vendepunkt 1989/90
Efter Berlinmurens fald den 9. november 1989 trådte CDU og LDP den 5. december ud af Demokratischer Block, og to dage senere, den 7. december udtrådte også NDPD af blokken. Krisen i DDR's regime førte til nedsættelse en såkaldte "Rundbordssamtaler" med deltagelse af aktører fra det politiske liv, og NDPD blev tildelt tre pladser ved disse samtaler.
På den 14. partidag afholdt den 20./21. januar 1990 blev Wolfgang Glaeser valgt til formand for partiet med 32% af stemmerne. Glaeser tilkendegav i sine slutbemærkninger på partidagen stærke reformistiske synspunkter. Stærke kræfter i partiet og en række medlemmer distancerede sig herefter til Glaeser, der måtte træde tilbage to dage senere. På en nyindkaldt partidag den 11. februar 1990 blev herefter valgt Wolfgang Rauls som ny partiformand.
Ved det første frie valg til Folkekammeret den 18. marts 1990 stillede NDPD op. Partiet fik 44.292 stemmer (0,38%), hvilket var mindre end det officielle antal partimedlemmer. Partiet opnåede to pladser i Folkekammeret. Partiet havde under valgkampen stillet op på et program om indførelse af social markedsøkonomi, en trinvis genforening med Vesttyskland på det økonomiske og monetære område og DDR's optagelse i EU.
Partiet havde ved valget stået udenfor den opståede sammenslutning af liberale partier i DDR, Bund Freier Demokraten (BFD) men efter det nedslående valgresultat blev NDPD den 27. marts 1990 sammenlagt med BFD. BFD blev kort efter, den 12. august 1990, sammenlagt med det vesttyske Freien Demokratischen Partei (FDP).

## Formænd for NDPD
- 1948–1972: Lothar Bolz
- 1972–1989: Heinrich Homann, fra 1967 forretningsfører for partiet
- 1989–1990: Günter Hartmann
- 1990: Wolfgang Glaeser
- 1990: Wolfgang Rauls

## Eksterne links
- Wikimedia Commons har flere filer relateret til National-Demokratische Partei Deutschlands
- Die FDP übernimmt zwei "Blockflöten" (tysk)